# Hector Legry
« Legry » redirige ici. Pour les articles homophones, voir Legris et Le Gris.
Hector Legry, né le 16 janvier 1896 à Laventie (Pas-de-Calais) et mort le 10 mars 1965 à Saint-Germain-du-Puy (Cher), est un homme politique français.

## Biographie
Brasseur, il milite au MRP, et élu Conseiller municipal d'Hazebrouck en 1945 puis conseiller général du canton d'Hazebrouck-Nord.
Le 21 octobre 1945, en seconde position sur la liste MRP de la 1re circonscription du Nord, il est élu député à la première Assemblée nationale constituante.
Il ne se présente pas aux élections pour la première législature le 10 novembre 1946. Il se présente en revanche au Conseil de la République en décembre 1946, mais il n'est pas élu.